# Mechorosty
Mechorosty (Bryophyta sensu lato) jsou bazální klad vyšších rostlin, které ještě nemají vytvořená pravá vodivá pletiva. Jejich těla mají charakter stélky, která je buď rozlišená na rhizoidy, kauloid a fyloidy, nebo je lupenitá (známe i přechody mezi oběma formami).
Monofylie mechorostů byla v minulosti zpochybněna a převažoval názor, že se jednotlivá oddělení (mechy, játrovky a hlevíky) odvětvovala postupně a mechorosty tak tvoří pouze skupinu ekologickou. Nové fylogenetické studie však podporují mechorosty jako přirozený taxon, kde hlevíky (Anthocerotophyta) tvoří bazální skupinu sesterskou k taxonu Setaphyta, který slučuje mechy (Bryophyta) a játrovky (Marchantiophyta).
Pro území České republiky je udáváno 863 druhů mechorostů (4 hlevíky, 207 játrovek a 652 mechů).

## Charakteristika
Mechorosty jsou zelené rostliny nižšího vzrůstu (nejvyšším zástupcem je novoguinejský mech druhu Dawsonia superba, dorůstající výšky až 70 cm). Největší biomasu tvoří na stanovištích s vysokou vzdušnou vlhkostí, některé jsou vyloženě vodní (např. Platihypidium riparioides), značný počet druhů osídluje i suché xerotermní biotopy (např. Polytrichum piliferum). Osídlují všechny biotopy s výjimkou moře, největší význam mají v rašeliništích. Od zelených řas se odštěpily již v průběhu prvohor, jejich předkové pocházeli patrně ze skupiny parožnatek.

## Rodozměna
Patří mezi výtrusné rostliny a na rozdíl od ostatních vyšších rostlin je v jejich životním cyklu dominantní životní formou haploidní gametofyt. Gametofyt vyrůstá z haploidního výtrusu (spora) jako tzv. prvoklíček (protonema), který doroste v mechovou rostlinku (gametofor); ta nese pohlavní orgány (gametangia): samčí pelatky (antheridia) a samičí zárodečníky (archaegonia). Oplození vyžaduje vodní prostředí - samčí gamety jsou aktivně pohyblivé biciliátní spermatozoidy (dvoubičíkaté spermatické buňky). Z diploidní zygoty se vyvíjí sporofyt, který je v drtivé většině případů závislý na gametofytu, ze kterého vyrůstá a který ho také vyživuje (výjimkou je např. zelený sporofyt mechu druhu Buxbaumia viridis). Jinak převážně nezelený sporofyt je tvořen štětem (seta) a tobolkou (capsula), kde dochází k meiotickému dělení a následně k tvorbě haploidních výtrusů, které slouží k rozšiřování rostlinek na větší vzdálenosti a po čase z nich klíčí nový gametofyt.
Mechorosty jsou schopné i vegetativního rozmnožování. Děje se tak především odlomením různých částí stélky, nebo prostřednictvím mnohobuněčných propagulí, tzv. množilek (gemy).

## Význam
Význam mechorostů tkví hlavně v zadržování vody a tak bránění povodním. Dalšími funkcemi jsou ochrana proti erozi, tvorba humusu a vznik rašeliny (hnojivo, palivo, léčebné využití). V minulosti se mechy plnily polštáře, člověku sloužily také jako tepelná izolace.

## Systém mechorostů

### Hlevíky(Anthocerotophyta)
- Anthocerotaceae
- Notothyladaceae

### Játrovky(Marchantiophyta)
- Haplomitriopsida
  - Haplomitriales
    - Haplomitriaceae

  - Treubiales
    - Treubiaceae
- Jungermanniopsida
  - Fossombroniales
    - Fossombroniaceae
    - Pelliaceae

  - Metzgeriales
    - Aneuraceae
    - Metzgeriaceae
    - Pallavicianiaceae

  - Lepicoleales
    - Ptilidiaceae
    - Trichocoleaceae

  - Jungermanniales
    - Antheliaceae
    - Calypogeiaceae
    - Cephaloziaceae
    - Cephaloziellaceae
    - Geocalycaceae
    - Gymnomitriaceae
    - Jungermanniaceae
    - Lepidoziaceae
    - Lphoziaceae
    - Plagiochilaceae
    - Pseudolepicoleaceae
    - Scapaniaceae

  - Porellales
    - Jubulaceae
    - Lejeuneaceae
    - Porellaceae

  - Radulales
    - Radulaceae
- Marchantiopsida
  - Blasiales
    - Blasiaceae

  - Marchantiales
    - Aytoniaceae
    - Conocephalaceae
    - Lunulariaceae
    - Marchantiaceae
    - Targioniaceae

  - Ricciales
    - Ricciaceae

### Mechy(Bryophyta)
- Sphagnopsida
  - Sphagnales
    - Sphagnaceae
- Andreaeopsida
  - Andreaeales
    - Andreaeaceae
- Polytrichopsida
  - Buxbaumiales
    - Buxbaumiaceae

  - Diphysciales
    - Diphysciaceae

  - Polytrichales
    - Polytrichaceae

  - Tetraphidales
    - Tetraphidaceae
- Bryopsida
  - Archidiales
    - Úpolníčkovité (Archidiaceae)

  - Bryales
    - Aulacomniaceae
    - Bartramiaceae
    - Bryaceae
    - Sítozubkovité (Cinclidiaceae)
    - Meesiaceae
    - Mniaceae
    - Plagiomniaceae
    - Schistostegaceae

  - Dicranales
    - Bruchovkovité (Bruchiaceae)
    - Dvouhrotcovité (Dicranaceae)
    - Útlovláskovité (Ditrichaceae)
    - Ephemeraceae
    - Fissidentaceae
    - Bělomechovité (Leucobryaceae)

  - Encalyptales
    - Encalyptaceae

  - Funariales
    - Disceliaceae
    - Funariaceae

  - Grimmiales
    - Děrkavkovité (Grimmiaceae)
    - Mnoholistcovité (Ptychomitriaceae)
    - Kápěnkovité (Seligeriaceae)

  - Hedwigiales
    - Hedwigiaceae

  - Hookeriales
    - Hookeriaceae

  - Hypnales
    - Amblystegiaceae
    - Brachytheciaceae
    - Entodontaceae
    - Hylocomiaceae
    - Hypnaceae
    - Leskeaceae
    - Plagiotheciaceae
    - Pterigynandraceae
    - Rhytidiaceae
    - Thuidiaceae

  - Leucodontales
    - Fontinalaceae
    - Leucodontaceae
    - Neckeraceae

  - Orthotrichales
    - Orthotrichaceae

  - Pottiales
    - Cinclidotaceae
    - Pozemničkovité (Pottiaceae)

  - Splachnales
    - Splachnaceae

  - Timmiales
    - Timmiaceae